# Erianthus
Genre
Synonymes
- Erianthus Michx.[2]
- Lasiorhachis (Hack.) Stapf[2]
- Lasiorrhachis (Hack.) Stapf[2]
- Narenga Bor[2]
- Ripidium Trin.[2]
- Saccharifera Stokes[2]
- Saccharum L. (préféré par BioLib)[2]
- Tripidium H.Scholz[2]

Erianthus est un genre de plantes monocotylédones  de la famille des Poaceae, sous-famille des Panicoideae, originaire du sud-est asiatique, qui comprend une trentaine d'espèces.
Ce sont des plantes vivaces du type « roseau », pouvant atteindre de 2 à 4 mètres de haut, qui poussent dans les savanes plus ou moins humides.
Le genre Erianthus est très proche du genre Saccharum et fait partie avec ce dernier du « complexe Saccharum » qui englobe également les genres Sclerostachya, Narenga et Miscanthus. Les hybridations intergénériques  entre ces cinq genres sont possibles.
Le genre Erianthus a subi plusieurs révisions et pourrait ne plus être considéré comme valide à l'avenir.

## Liste d'espèces
Selon Tropicos (26 mars 2018) (Attention liste brute contenant possiblement des synonymes) :
- Erianthus adpressus Jáv.
- Erianthus alopecuroides (L.) Elliott
- Erianthus angustifolius Nees
- Erianthus articulatus (Trin.) F. Muell.
- Erianthus arundinaceus (Retz.) Jeswiet
- Erianthus asper Nees
- Erianthus aureus (Bory) P. Beauv.
- Erianthus balansae Hack.
- Erianthus beccarii (Stapf) Jansen
- Erianthus bengalensis (Retz.) Hubbard. & Vaughn ex Stewart
- Erianthus biaristatus (Hack.) Swallen
- Erianthus brasilianus (Trin.) Andersson
- Erianthus brevibarbis Michx.
- Erianthus capensis Nees
- Erianthus chrysothrix Hack.
- Erianthus ciliaris (Andersson) Jeswiet
- Erianthus clandestinus Swallen ex L.B. Sm., Wassh. & R.M. Klein
- Erianthus coarctatus Fernald
- Erianthus compactus Nash
- Erianthus contortus (Brongn.) Kuntze
- Erianthus cumingii (Nees) F. Muell.
- Erianthus decussylvae Ridl.
- Erianthus divaricatus (L.) Hitchc.
- Erianthus ecklonii Nees
- Erianthus elegans (Jeswiet ex Backer) Rumke
- Erianthus elephantinus Hook. f.
- Erianthus fallax (Balansa) Ohwi
- Erianthus fastigiatus (Nees ex Steud.) Andersson
- Erianthus fischerianus Rupr. ex Döll
- Erianthus flavescens K. Schum.
- Erianthus floridulus (Labill.) Schult.
- Erianthus formosanus Stapf
- Erianthus fulvus (R. Br.) Kunth
- Erianthus giganteus (Walter) P. Beauv.
- Erianthus glabrinodis (Hack.) Swallen
- Erianthus glaucus Hassk.
- Erianthus griffithii (Hack.) Hook. f.
- Erianthus hexastachyus Hochst.
- Erianthus hookeri Hack.
- Erianthus hostii Griseb.
- Erianthus irritans (R. Br.) Kunth
- Erianthus jamaicensis (Trin.) Andersson
- Erianthus japonicus (Trin.) P. Beauv.
- Erianthus junceus Stapf
- Erianthus kajkaiensis Melderis
- Erianthus kanashiroi Ohwi
- Erianthus lancangensis Y.Y. Qian
- Erianthus laxus Nash
- Erianthus longifolius (Munro ex Benth.) A. Camus
- Erianthus longisetosus Andersson
- Erianthus mackinlayi (F. Muell. ex Benth.) F. Muell.
- Erianthus macrantherus Pilg.
- Erianthus macratherus Pilg.
- Erianthus maximus Brongn.
- Erianthus mishmeensis Munro ex Hook. f.
- Erianthus mollis Griseb.
- Erianthus moustierii Carrière
- Erianthus munja (Roxb.) Jeswiet
- Erianthus nepalensis (Trin.) Steud.
- Erianthus nudipes Griseb.
- Erianthus orientalis K. Koch
- Erianthus pallens Hack.
- Erianthus parviflorus Pilg.
- Erianthus pedicellaris (Trin.) Hack.
- Erianthus perrieri A. Camus
- Erianthus pollinioides Rendle
- Erianthus procerus (Roxb.) Raizada
- Erianthus purpurascens Andersson
- Erianthus purpureus Swallen
- Erianthus ravennae (L.) P. Beauv.
- Erianthus repens (Willd.) P. Beauv.
- Erianthus rockii Keng
- Erianthus roxburghii F. Muell.
- Erianthus rufipilus (Steud.) Griseb.
- Erianthus sara (Roxb.) Rumke
- Erianthus scriptorius Bubani
- Erianthus sesquimetralis Ohwi
- Erianthus sikkimensis Hook. f.
- Erianthus smallii Nash
- Erianthus sorghum Nees
- Erianthus speciosus Debeaux
- Erianthus strictus Baldwin
- Erianthus sumatranus Henrard
- Erianthus teretifolius Stapf
- Erianthus tracyi Nash
- Erianthus trichophyllus (Hand.-Mazz.) Hand.-Mazz.
- Erianthus trinii (Hack.) Hack.
- Erianthus velutinus (Holttum) Jansen
- Erianthus versicolor (Steud.) Nees ex Hack.
- Erianthus viguieri A. Camus
- Erianthus villosus (Thunb.) Steud.
- Erianthus violaceus K. Schum.
- Erianthus wardii Bor
- Erianthus williamsii Bor

## Espèces sorties de ce genre
Pour Erianthus ravennae (L.) P.Beauv., voir Saccharum ravennae (L.) L.